# Wahlkreis Monza (Senato della Repubblica)
Der Wahlkreis Lombardia war von 1948 bis 2005 und ist seit 2017 wieder ein Wahlkreis (italienisch collegio elettorale) für die Wahl des Senats.

## Von 1948 bis 1993

### Wahlkreisgebiet
Der Wahlkreis umfasste Gemeinden: Albiate, Biassono, Brugherio, Desio, Lissone, Macherio, Meda, Monza, Muggiò, Seregno, Sesto San Giovanni, Sovico, Vedano al Lambro und Villasanta.

### Wahlergebnisse

#### Parlamentswahl 1948
| Kandidaten               | Kandidaten                | Parteien                                         | Stimmen | %    |
| ------------------------ | ------------------------- | ------------------------------------------------ | ------- | ---- |
|                          | Mario Longonigewählt      | Democrazia Cristiana                             | 66.635  | 53,9 |
|                          | Lodovico Targetti         | Fronte Democratico Popolare                      | 43.911  | 35,5 |
|                          | Ettore Reina              | Unità Socialista – Partito Repubblicano Italiano | 10.781  | 8,7  |
|                          | Giovanni Battista Pastori | Blocco Nazionale                                 | 2.211   | 1,8  |
| Gesamt                   | Gesamt                    | Gesamt                                           | 123.538 | 100  |
|                          |                           |                                                  |         |      |
| Ungültige Stimmen        | Ungültige Stimmen         | Ungültige Stimmen                                | 4.956   | 3,9  |
| Wähler                   | Wähler                    | Wähler                                           | 128.494 | 96,7 |
| Wahlberechtigte          | Wahlberechtigte           | Wahlberechtigte                                  | 132.903 |      |
|                          |                           |                                                  |         |      |
| Quelle: Innenministerium |                           |                                                  |         |      |

#### Parlamentswahl 1953
| Kandidaten               | Kandidaten                   | Parteien                                | Stimmen | %    |
| ------------------------ | ---------------------------- | --------------------------------------- | ------- | ---- |
|                          | Mario Longonigewählt         | Democrazia Cristiana                    | 69.076  | 50,8 |
|                          | Abraino Oldrini              | Partito Comunista Italiano              | 25.508  | 18,8 |
|                          | Arialdo Banfi                | Partito Socialista Italiano             | 22.657  | 16,7 |
|                          | Roberto Tremelloni           | Partito Socialista Democratico Italiano | 6.742   | 5,0  |
|                          | Marcello Visconti di Modrone | Partito Nazionale Monarchico            | 3.774   | 2,8  |
|                          | Antonio Barbato              | Movimento Sociale Italiano              | 3.410   | 2,5  |
|                          | Luigi Davide Grassi          | Partito Liberale Italiano               | 1.616   | 1,2  |
|                          | Mario Casanova               | Unità Popolare                          | 1.406   | 1,0  |
|                          | Luigi Gatti                  | Partito Repubblicano Italiano           | 1.357   | 1,0  |
|                          | Enrico Sbisà                 | Alleanza Democratica Nazionale          | 315     | 0,2  |
| Gesamt                   | Gesamt                       | Gesamt                                  | 135.861 | 100  |
|                          |                              |                                         |         |      |
| Ungültige Stimmen        | Ungültige Stimmen            | Ungültige Stimmen                       | 5.310   | 3,8  |
| Wähler                   | Wähler                       | Wähler                                  | 141.171 | 97,4 |
| Wahlberechtigte          | Wahlberechtigte              | Wahlberechtigte                         | 144.926 |      |
|                          |                              |                                         |         |      |
| Quelle: Innenministerium |                              |                                         |         |      |

#### Parlamentswahl 1958
| Kandidaten               | Kandidaten                             | Parteien                                | Stimmen | %    |
| ------------------------ | -------------------------------------- | --------------------------------------- | ------- | ---- |
|                          | Giovanni Maria Cornaggia Medicigewählt | Democrazia Cristiana                    | 75.328  | 48,9 |
|                          | Aldo Buzzelli                          | Partito Comunista Italiano              | 29.939  | 19,4 |
|                          | Francesco Mariani                      | Partito Socialista Italiano             | 27.670  | 18,0 |
|                          | Luigi Nale                             | Partito Socialista Democratico Italiano | 9.003   | 5,8  |
|                          | Mario Astolfi                          | Partito Liberale Italiano               | 5.375   | 3,5  |
|                          | Attilio Molteni                        | Movimento Sociale Italiano              | 4.755   | 3,1  |
|                          | Luigi Mauri                            | PRI – PR                                | 1.228   | 0,8  |
|                          | Ezio Cerutti                           | Movimento Comunità                      | 708     | 0,5  |
| Gesamt                   | Gesamt                                 | Gesamt                                  | 154.006 | 100  |
|                          |                                        |                                         |         |      |
| Ungültige Stimmen        | Ungültige Stimmen                      | Ungültige Stimmen                       | 6.337   | 4,0  |
| Wähler                   | Wähler                                 | Wähler                                  | 160.343 | 97,8 |
| Wahlberechtigte          | Wahlberechtigte                        | Wahlberechtigte                         | 163.994 |      |
|                          |                                        |                                         |         |      |
| Quelle: Innenministerium |                                        |                                         |         |      |

#### Parlamentswahl 1963
| Kandidaten               | Kandidaten                             | Parteien                                | Stimmen | %    |
| ------------------------ | -------------------------------------- | --------------------------------------- | ------- | ---- |
|                          | Giovanni Maria Cornaggia Medicigewählt | Democrazia Cristiana                    | 78.664  | 42,9 |
|                          | Raffaele De Grada                      | Partito Comunista Italiano              | 39.964  | 21,8 |
|                          | C. Orlando                             | Partito Socialista Italiano             | 32.808  | 17,9 |
|                          | C. Zucca                               | Partito Liberale Italiano               | 13.669  | 7,5  |
|                          | Bruno Paltrinieri                      | Partito Socialista Democratico Italiano | 11.669  | 6,4  |
|                          | Luigi Zanoni                           | Movimento Sociale Italiano              | 5.506   | 3,0  |
|                          | M. Cortesi                             | Partito Repubblicano Italiano           | 1.045   | 0,6  |
| Gesamt                   | Gesamt                                 | Gesamt                                  | 183.325 | 100  |
|                          |                                        |                                         |         |      |
| Ungültige Stimmen        | Ungültige Stimmen                      | Ungültige Stimmen                       | 7.018   | 3,7  |
| Wähler                   | Wähler                                 | Wähler                                  | 190.343 | 97,8 |
| Wahlberechtigte          | Wahlberechtigte                        | Wahlberechtigte                         | 194.615 |      |
|                          |                                        |                                         |         |      |
| Quelle: Innenministerium |                                        |                                         |         |      |

#### Parlamentswahl 1968
| Kandidaten               | Kandidaten             | Parteien                           | Stimmen | %    |
| ------------------------ | ---------------------- | ---------------------------------- | ------- | ---- |
|                          | Vittorio Pozzargewählt | Democrazia Cristiana               | 89.814  | 43,2 |
|                          | G. M. Albani           | Partito Comunista Italiano – PSIUP | 55.680  | 26,8 |
|                          | G. Pini                | PSI-PSDI Unificati                 | 37.046  | 17,8 |
|                          | A. Ferrazzi            | Partito Liberale Italiano          | 16.805  | 8,1  |
|                          | Enrico Pedenovi        | Movimento Sociale Italiano         | 5.719   | 2,8  |
|                          | Vittorio Olcese        | Partito Repubblicano Italiano      | 2.704   | 1,3  |
| Gesamt                   | Gesamt                 | Gesamt                             | 207.768 | 100  |
|                          |                        |                                    |         |      |
| Ungültige Stimmen        | Ungültige Stimmen      | Ungültige Stimmen                  | 10.435  | 4,8  |
| Wähler                   | Wähler                 | Wähler                             | 218.203 | 97,6 |
| Wahlberechtigte          | Wahlberechtigte        | Wahlberechtigte                    | 223.527 |      |
|                          |                        |                                    |         |      |
| Quelle: Innenministerium |                        |                                    |         |      |

#### Parlamentswahl 1972
| Kandidaten               | Kandidaten             | Parteien                                        | Stimmen | %    |
| ------------------------ | ---------------------- | ----------------------------------------------- | ------- | ---- |
|                          | Vittorio Pozzargewählt | Democrazia Cristiana                            | 95.593  | 41,8 |
|                          | Generoso Petrella      | Partito Comunista Italiano – PSIUP              | 57.128  | 25,0 |
|                          | G. Mariani             | Partito Socialista Italiano                     | 29.266  | 12,8 |
|                          | G. Bergamasco          | Partito Liberale Italiano                       | 13.104  | 5,7  |
|                          | I. Desiderati          | Partito Socialista Democratico Italiano         | 12.131  | 5,3  |
|                          | Luigi Zanoni           | Movimento Sociale Italiano – Destra Nazionale   | 10.654  | 4,7  |
|                          | T. Rok Rock            | Partito Repubblicano Italiano                   | 7.894   | 3,5  |
|                          | R. Villa               | Partito Comunista (Marxista-Leninista) Italiano | 2.848   | 1,2  |
| Gesamt                   | Gesamt                 | Gesamt                                          | 228.618 | 100  |
|                          |                        |                                                 |         |      |
| Ungültige Stimmen        | Ungültige Stimmen      | Ungültige Stimmen                               | 8.481   | 3,6  |
| Wähler                   | Wähler                 | Wähler                                          | 237.099 | 97,6 |
| Wahlberechtigte          | Wahlberechtigte        | Wahlberechtigte                                 | 242.888 |      |
|                          |                        |                                                 |         |      |
| Quelle: Innenministerium |                        |                                                 |         |      |

#### Parlamentswahl 1976
| Kandidaten               | Kandidaten               | Parteien                                      | Stimmen | %    |
| ------------------------ | ------------------------ | --------------------------------------------- | ------- | ---- |
|                          | Vittorino Colombogewählt | Democrazia Cristiana                          | 100.876 | 41,0 |
|                          | Generoso Petrellagewählt | Partito Comunista Italiano                    | 80.475  | 32,7 |
|                          | Giuliana Raja            | Partito Socialista Italiano                   | 27.747  | 11,3 |
|                          | Franco Gaiani            | Partito Repubblicano Italiano                 | 10.346  | 4,2  |
|                          | Luigi Zanoni             | Movimento Sociale Italiano – Destra Nazionale | 7.986   | 3,2  |
|                          | Bruno Paltrinieri        | Partito Socialista Democratico Italiano       | 7.884   | 3,2  |
|                          | Gino Ettore Martinetti   | Partito Liberale Italiano                     | 4.505   | 1,8  |
|                          | Maria Teresa Rossi       | Democrazia Proletaria                         | 3.741   | 1,5  |
|                          | Arturo Schawarz          | Partito Radicale                              | 2.321   | 0,9  |
| Gesamt                   | Gesamt                   | Gesamt                                        | 245.881 | 100  |
|                          |                          |                                               |         |      |
| Ungültige Stimmen        | Ungültige Stimmen        | Ungültige Stimmen                             | 6.284   | 2,5  |
| Wähler                   | Wähler                   | Wähler                                        | 252.165 | 96,8 |
| Wahlberechtigte          | Wahlberechtigte          | Wahlberechtigte                               | 260.447 |      |
|                          |                          |                                               |         |      |
| Quelle: Innenministerium |                          |                                               |         |      |

#### Parlamentswahl 1979
| Kandidaten               | Kandidaten                | Parteien                                      | Stimmen | %    |
| ------------------------ | ------------------------- | --------------------------------------------- | ------- | ---- |
|                          | Vittorino Colombogewählt  | Democrazia Cristiana                          | 99.680  | 39,9 |
|                          | Libero Riccardelligewählt | Partito Comunista Italiano                    | 77.132  | 30,9 |
|                          | Antonio Natali            | Partito Socialista Italiano                   | 28.828  | 11,5 |
|                          | V. Vigano                 | Partito Socialista Democratico Italiano       | 10.340  | 4,1  |
|                          | Franco Gaiani             | Partito Repubblicano Italiano                 | 9.068   | 3,6  |
|                          | L. E. Boneschi            | Partito Radicale                              | 7.405   | 3,0  |
|                          | G. Ratti                  | Movimento Sociale Italiano – Destra Nazionale | 7.395   | 3,0  |
|                          | M. V. Baroni              | Partito Liberale Italiano                     | 6.908   | 2,8  |
|                          | F. Calamida               | Nuova Sinistra Unita                          | 2.114   | 0,8  |
|                          | G. Vanoni                 | Costituente di Destra – Democrazia Nazionale  | 875     | 0,4  |
| Gesamt                   | Gesamt                    | Gesamt                                        | 249.745 | 100  |
|                          |                           |                                               |         |      |
| Ungültige Stimmen        | Ungültige Stimmen         | Ungültige Stimmen                             | 9.923   | 3,8  |
| Wähler                   | Wähler                    | Wähler                                        | 259.668 | 96,2 |
| Wahlberechtigte          | Wahlberechtigte           | Wahlberechtigte                               | 269.834 |      |
|                          |                           |                                               |         |      |
| Quelle: Innenministerium |                           |                                               |         |      |

#### Parlamentswahl 1983
| Kandidaten               | Kandidaten                    | Parteien                                      | Stimmen | %    |
| ------------------------ | ----------------------------- | --------------------------------------------- | ------- | ---- |
|                          | Felice Calcaterra             | Democrazia Cristiana                          | 80.269  | 32,9 |
|                          | Andrea Margherigewählt        | Partito Comunista Italiano                    | 72.886  | 29,9 |
|                          | Franco Mobilio                | Partito Socialista Italiano                   | 28.522  | 11,7 |
|                          | Teonillo Rock                 | Partito Repubblicano Italiano                 | 21.191  | 8,7  |
|                          | Giampietro Gaetano Pellegrini | Movimento Sociale Italiano – Destra Nazionale | 10.494  | 4,3  |
|                          | Giovanni Baroni               | Partito Liberale Italiano                     | 9.906   | 4,1  |
|                          | Ettore Giorgio Vaglié         | Partito Socialista Democratico Italiano       | 8.978   | 3,7  |
|                          | Francesco Giovanni Dambrosio  | Partito Radicale                              | 5.526   | 2,3  |
|                          | Luigi Cipriani                | Democrazia Proletaria                         | 5.053   | 2,1  |
|                          | Domenico Gentile              | Lista per Trieste                             | 581     | 0,2  |
|                          | Pierina Ceruti                | Partito Cristiano Azione Sociale              | 561     | 0,2  |
| Gesamt                   | Gesamt                        | Gesamt                                        | 243.967 | 100  |
|                          |                               |                                               |         |      |
| Ungültige Stimmen        | Ungültige Stimmen             | Ungültige Stimmen                             | 15.590  | 6,0  |
| Wähler                   | Wähler                        | Wähler                                        | 259.557 | 93,2 |
| Wahlberechtigte          | Wahlberechtigte               | Wahlberechtigte                               | 278.603 |      |
|                          |                               |                                               |         |      |
| Quelle: Innenministerium |                               |                                               |         |      |

#### Parlamentswahl 1987
| Kandidaten               | Kandidaten        | Parteien                                      | Stimmen | %    |
| ------------------------ | ----------------- | --------------------------------------------- | ------- | ---- |
|                          | Walter Fontana    | Democrazia Cristiana                          | 84.863  | 32,8 |
|                          | Andrea Margheri   | Partito Comunista Italiano                    | 64.784  | 25,0 |
|                          | Franco Mobilio    | Partito Socialista Italiano                   | 44.767  | 17,3 |
|                          | L. Ferraro        | Partito Repubblicano Italiano                 | 13.142  | 5,1  |
|                          | C. Borsani        | Movimento Sociale Italiano – Destra Nazionale | 10.010  | 3,9  |
|                          | Alberto Bertuzzi  | Partito Radicale                              | 7.619   | 2,9  |
|                          | G. G. Brambilla   | Lega Lombarda                                 | 7.315   | 2,8  |
|                          | V. Bettin         | Lista Verde                                   | 7.151   | 2,8  |
|                          | I. Desiderati     | Partito Socialista Democratico Italiano       | 5.792   | 2,2  |
|                          | Raffaele De Grada | Democrazia Proletaria                         | 5.593   | 2,2  |
|                          | P. Sandrini       | Partito Liberale Italiano                     | 5.553   | 2,1  |
|                          | V. Radice         | Liga Veneta – Pensionati Uniti                | 1.672   | 0,6  |
|                          | A. C. Mandelli    | Alleanza Popolare Pensionati                  | 403     | 0,2  |
| Gesamt                   | Gesamt            | Gesamt                                        | 258.664 | 100  |
|                          |                   |                                               |         |      |
| Ungültige Stimmen        | Ungültige Stimmen | Ungültige Stimmen                             | 11.590  | 4,3  |
| Wähler                   | Wähler            | Wähler                                        | 270.254 | 93,7 |
| Wahlberechtigte          | Wahlberechtigte   | Wahlberechtigte                               | 288.560 |      |
|                          |                   |                                               |         |      |
| Quelle: Innenministerium |                   |                                               |         |      |

#### Parlamentswahl 1992
| Kandidaten               | Kandidaten               | Parteien                                      | Stimmen | %    |
| ------------------------ | ------------------------ | --------------------------------------------- | ------- | ---- |
|                          | Carlo Edoardo Valli      | Democrazia Cristiana                          | 64.465  | 23,5 |
|                          | Francesco Formenti       | Lega Lombarda                                 | 54.555  | 19,8 |
|                          | Carlo Tognoli            | Partito Socialista Italiano                   | 37.578  | 13,7 |
|                          | Franco Rositi            | Partito Democratico della Sinistra            | 36.839  | 13,4 |
|                          | Bruno Casati             | Partito della Rifondazione Comunista          | 16.031  | 5,8  |
|                          | Marco Giovanni Biffi     | Partito Repubblicano Italiano                 | 13.483  | 4,9  |
|                          | Fulco Pratesi            | Federazione dei Verdi                         | 10.416  | 3,8  |
|                          | Dario Vermi              | Movimento Sociale Italiano – Destra Nazionale | 8.565   | 3,1  |
|                          | Ugo Policarpo Bringhenti | Partito Liberale Italiano                     | 7.074   | 2,6  |
|                          | Tina Savoldi             | Lega Alpina Lumbarda                          | 5.108   | 1,9  |
|                          | Emma Bonino              | Lista Marco Pannella                          | 5.035   | 1,8  |
|                          | Luigi Esni               | Partito Pensionati                            | 3.708   | 1,3  |
|                          | Carlo Vizzini            | Partito Socialista Democratico Italiano       | 3.006   | 1,1  |
|                          | Italo Gardellin          | La Lega Casalinghe – Pensionati               | 2.386   | 0,9  |
|                          | Giancarlo Giraldi        | Sì Referendum                                 | 2.106   | 0,8  |
|                          | Raffaello Giudici        | Lega Lombardia Europea                        | 1.828   | 0,7  |
|                          | Paolo Macchi             | Alleanza Lombarda Autonomia                   | 1.500   | 0,5  |
|                          | Alessandro Andreatta     | Caccia Pesca Ambiente                         | 601     | 0,2  |
|                          | Raffaele Blandino        | Federalismo – Pensionati Uomini Vivi          | 366     | 0,1  |
|                          | Giorgio Sogliaghi        | Movimento Fascismo e Libertà                  | 209     | 0,1  |
| Gesamt                   | Gesamt                   | Gesamt                                        | 274.859 | 100  |
|                          |                          |                                               |         |      |
| Ungültige Stimmen        | Ungültige Stimmen        | Ungültige Stimmen                             | 11.860  | 4,1  |
| Wähler                   | Wähler                   | Wähler                                        | 286.719 | 92,9 |
| Wahlberechtigte          | Wahlberechtigte          | Wahlberechtigte                               | 308.759 |      |
|                          |                          |                                               |         |      |
| Quelle: Innenministerium |                          |                                               |         |      |

## Von 1993 bis 2005

### Wahlkreisgebiet
Der Wahlkreis umfasste Gemeinden: Arcore, Biassono, Camparada, Concorezzo, Correzzana, Lesmo, Macherio, Monza, Sovico, Usmate Velate, Vedano al Lambro, Villasanta und Vimercate.

### Wahlergebnisse

#### Parlamentswahl 1994
| Kandidaten               | Kandidaten                | Parteien                     | Stimmen | %    |
| ------------------------ | ------------------------- | ---------------------------- | ------- | ---- |
|                          | Giorgio Brambillagewählt  | Polo delle Libertà           | 66.963  | 43,5 |
|                          | Roberto Vittorio Mandelli | Progressisti                 | 34.896  | 22,7 |
|                          | Sergio Sordo              | Patto per l’Italia           | 26.137  | 17,0 |
|                          | Rosa Angela Ceraso        | Alleanza Nazionale           | 9.680   | 6,3  |
|                          | Giorgio Giulio Francia    | Lista Pannella – Riformatori | 6.726   | 4,4  |
|                          | Giorgio Canesi            | Lega Alpina Lumbarda         | 4.932   | 3,2  |
|                          | Romana Italia             | Partito Pensionati           | 2.522   | 1,6  |
|                          | Luigi Massaro             | La Lega di Angela Bossi      | 1.554   | 1,0  |
|                          | Fernanda De Rigo Conte    | Partito della Legge Naturale | 595     | 0,4  |
| Gesamt                   | Gesamt                    | Gesamt                       | 154.005 | 100  |
|                          |                           |                              |         |      |
| Ungültige Stimmen        | Ungültige Stimmen         | Ungültige Stimmen            | 5.755   | 3,6  |
| Wähler                   | Wähler                    | Wähler                       | 159.760 | 93,0 |
| Wahlberechtigte          | Wahlberechtigte           | Wahlberechtigte              | 171.772 |      |
|                          |                           |                              |         |      |
| Quelle: Innenministerium |                           |                              |         |      |

#### Parlamentswahl 1996
| Kandidaten               | Kandidaten                   | Parteien                                 | Stimmen | %    |
| ------------------------ | ---------------------------- | ---------------------------------------- | ------- | ---- |
|                          | Alfredo Luigi Manticagewählt | Polo per le Libertà                      | 58.207  | 38,1 |
|                          | Anna Maria Bernasconigewählt | L’Ulivo                                  | 56.476  | 37,0 |
|                          | Emilio Merlo                 | Lega Nord                                | 29.499  | 19,3 |
|                          | Lidia Baiocchi               | Lista Pannella – Sgarbi                  | 3.160   | 2,1  |
|                          | Luigi Borgonovo              | Fiamma Tricolore                         | 2.063   | 1,4  |
|                          | Maria Pilloni                | Lega per l’Autonomia – Alleanza Lombarda | 1.512   | 1,0  |
|                          | Carlo Brambilla              | Partito Socialista                       | 967     | 0,6  |
|                          | Anna D’Ambrosio              | Federazione Liste Civiche Italiane       | 888     | 0,6  |
| Gesamt                   | Gesamt                       | Gesamt                                   | 152.772 | 100  |
|                          |                              |                                          |         |      |
| Ungültige Stimmen        | Ungültige Stimmen            | Ungültige Stimmen                        | 5.995   | 3,8  |
| Wähler                   | Wähler                       | Wähler                                   | 158.767 | 90,5 |
| Wahlberechtigte          | Wahlberechtigte              | Wahlberechtigte                          | 175.376 |      |
|                          |                              |                                          |         |      |
| Quelle: Innenministerium |                              |                                          |         |      |

#### Parlamentswahl 2001
| Kandidaten               | Kandidaten                   | Parteien                                 | Stimmen | %    |
| ------------------------ | ---------------------------- | ---------------------------------------- | ------- | ---- |
|                          | Alfredo Luigi Manticagewählt | Casa delle Libertà                       | 72.251  | 46,0 |
|                          | Emanuela Baio Dossigewählt   | L’Ulivo                                  | 55.468  | 35,4 |
|                          | Roberto Cocevari             | Partito della Rifondazione Comunista     | 6.475   | 4,1  |
|                          | Giancarlo Palmieri           | Lega per l’Autonomia – Alleanza Lombarda | 5.857   | 3,7  |
|                          | Alessandro Litta Modignani   | Lista Emma Bonino                        | 4.212   | 2,7  |
|                          | Salvatore Cardillo           | Lista Di Pietro                          | 3.926   | 2,5  |
|                          | Giorgio Brambilla            | Va’ Pensiero Padania                     | 2.669   | 1,7  |
|                          | Curzio Villa                 | Democrazia Europea                       | 2.505   | 1,6  |
|                          | Angelo Giuseppe Nillo        | Partito Pensionati                       | 1.399   | 0,9  |
|                          | Alberto Giuliano Longoni     | Fiamma Tricolore                         | 1.377   | 0,9  |
|                          | Sergio Gozzoli               | Forza Nuova                              | 405     | 0,3  |
|                          | Daniela Fiorenza Pegoraro    | Partito Liberal Popolare                 | 216     | 0,1  |
|                          | Ercole Maestro               | Basta! – I Liberaldemocratici            | 138     | 0,1  |
| Gesamt                   | Gesamt                       | Gesamt                                   | 156.898 | 100  |
|                          |                              |                                          |         |      |
| Ungültige Stimmen        | Ungültige Stimmen            | Ungültige Stimmen                        | 5.508   | 3,4  |
| Wähler                   | Wähler                       | Wähler                                   | 162.406 | 88,2 |
| Wahlberechtigte          | Wahlberechtigte              | Wahlberechtigte                          | 184.099 |      |
|                          |                              |                                          |         |      |
| Quelle: Innenministerium |                              |                                          |         |      |

## Von 2017 bis 2020

### Wahlkreisgebiet
Der Wahlkreis umfasste 28 Gemeinden: Albiate, Arcore, Besana in Brianza, Biassono, Bovisio-Masciago, Briosco, Camparada, Carate Brianza, Cesano Maderno, Concorezzo, Correzzana, Desio, Giussano, Lesmo, Lissone, Macherio, Monza, Renate, Seregno, Seveso, Sovico, Triuggio, Usmate Velate, Vedano al Lambro, Veduggio con Colzano, Verano Brianza, Villasanta und Vimercate.

### Wahlergebnisse

#### Parlamentswahl 2018
| Kandidaten               | Kandidaten             | Stimmen | %    | Listen                                      | Stimmen | %    |
| ------------------------ | ---------------------- | ------- | ---- | ------------------------------------------- | ------- | ---- |
|                          | Stefania Craxigewählt  | 142.960 | 46,8 | Lega                                        | 81.935  | 26,8 |
| Forza Italia             | Stefania Craxigewählt  | 142.960 | 46,8 | 45.215                                      | 14,8    |      |
| Fratelli d’Italia        | Stefania Craxigewählt  | 142.960 | 46,8 | 11.836                                      | 3,9     |      |
| Noi con l’Italia – UDC   | Stefania Craxigewählt  | 142.960 | 46,8 | 3.974                                       | 1,3     |      |
|                          | Cherubina Bertola      | 77.294  | 25,3 | Partito Democratico                         | 65.334  | 21,4 |
| +Europa                  | Cherubina Bertola      | 77.294  | 25,3 | 9.061                                       | 3,0     |      |
| Italia Europa Insieme    | Cherubina Bertola      | 77.294  | 25,3 | 1.456                                       | 0,5     |      |
| Civica Popolare          | Cherubina Bertola      | 77.294  | 25,3 | 1.443                                       | 0,5     |      |
|                          | Gianmarco Corbetta     | 67.308  | 22,0 | Movimento 5 Stelle                          | 67.308  | 22,0 |
|                          | Lucrezia Ricchiuti     | 8.640   | 2,8  | Liberi e Uguali                             | 8.640   | 2,8  |
|                          | Simona Galli           | 2.418   | 0,8  | CasaPound Italia                            | 2.418   | 0,8  |
|                          | Giuseppe Vigevani      | 2.316   | 0,8  | Italia agli Italiani (FT – FN)              | 2.316   | 0,8  |
|                          | Anna Caioli            | 1.825   | 0,6  | Potere al Popolo!                           | 1.825   | 0,6  |
|                          | Anna Maria Froiio      | 1.822   | 0,6  | Il Popolo della Famiglia                    | 1.822   | 0,6  |
|                          | Giovanna Vilma Benites | 631     | 0,2  | Per una Sinistra Rivoluzionaria (SCR – PCL) | 631     | 0,2  |
|                          | Enrico Merchiori       | 303     | 0,1  | Partito Repubblicano Italiano – ALA         | 303     | 0,1  |
| Gesamt                   | Gesamt                 | 305.517 | 100  |                                             | 305.517 | 100  |
|                          |                        |         |      |                                             |         |      |
| Ungültige Stimmen        | Ungültige Stimmen      | 8.116   | 2,6  |                                             |         |      |
| Wähler                   | Wähler                 | 313.633 | 78,5 |                                             |         |      |
| Wahlberechtigte          | Wahlberechtigte        | 399.347 |      |                                             |         |      |
|                          |                        |         |      |                                             |         |      |
| Quelle: Innenministerium |                        |         |      |                                             |         |      |

## Seit 2020
| Wahlkreise – Senato della Repubblica – Lombardei | Wahlkreise – Senato della Repubblica – Lombardei | Wahlkreise – Senato della Repubblica – Lombardei |
| Provinz                                          | Provinz                                          | Gemeinden nach Provinzen ⮞ Wahlkreis |
| ------------------------------------------------ | ------------------------------------------------ | --- |
|                                                  | Metropolitanstadt Mailand (133 Gemeinden)        | Teil Mailands ⮞ Wahlkreis Mailand – Buenos Aires – Venezia 44 + Teil Mailands ⮞ Wahlkreis Mailand – Sesto San Giovanni 87 ⮞ Wahlkreis Cologno Monzese 1 ⮞ Wahlkreis Pavia |
|                                                  | Provinz Bergamo (243 Gemeinden)                  | 182 ⮞ Wahlkreis Bergamo 61 ⮞ Wahlkreis Treviglio |
|                                                  | Provinz Brescia (205 Gemeinden)                  | 149 ⮞ Wahlkreis Brescia 56 ⮞ Wahlkreis Treviglio |
|                                                  | Provinz Como (148 Gemeinden)                     | 134 ⮞ Wahlkreis Como 14 ⮞ Wahlkreis Varese |
|                                                  | Provinz Cremona (113 Gemeinden)                  | alle ⮞ Wahlkreis Cremona |
|                                                  | Provinz Lecco (84 Gemeinden)                     | alle ⮞ Wahlkreis Como |
|                                                  | Provinz Lodi (60 Gemeinden)                      | alle ⮞ Wahlkreis Pavia |
|                                                  | Provinz Mantua (64 Gemeinden)                    | alle ⮞ Wahlkreis Cremona |
|                                                  | Provinz Monza und Brianza (55 Gemeinden)         | alle ⮞ Wahlkreis Monza |
|                                                  | Provinz Pavia (186 Gemeinden)                    | alle ⮞ Wahlkreis Pavia |
|                                                  | Provinz Sondrio (77 Gemeinden)                   | alle ⮞ Wahlkreis Como |
|                                                  | Provinz Varese (138 Gemeinden)                   | alle ⮞ Wahlkreis Varese |

### Wahlkreisgebiet
Der Wahlkreis umfasst alle 55 Gemeinden der Provinz Monza und Brianza.

### Wahlergebnisse

#### Parlamentswahl 2022
| Kandidaten                          | Kandidaten                      | Stimmen | %    | Listen                                                  | Stimmen | %    |
| ----------------------------------- | ------------------------------- | ------- | ---- | ------------------------------------------------------- | ------- | ---- |
|                                     | Silvio Berlusconigewählt        | 231.524 | 50,3 | Fratelli d’Italia                                       | 124.476 | 27,0 |
| Lega per Salvini Premier            | Silvio Berlusconigewählt        | 231.524 | 50,3 | 59.604                                                  | 12,9    |      |
| Forza Italia                        | Silvio Berlusconigewählt        | 231.524 | 50,3 | 41.793                                                  | 9,1     |      |
| Noi Moderati                        | Silvio Berlusconigewählt        | 231.524 | 50,3 | 5.651                                                   | 1,2     |      |
|                                     | Federica Perelli                | 124.957 | 27,1 | Partito Democratico – Italia Democratica e Progressista | 89.150  | 19,4 |
| +Europa                             | Federica Perelli                | 124.957 | 27,1 | 17.522                                                  | 3,8     |      |
| Alleanza Verdi e Sinistra           | Federica Perelli                | 124.957 | 27,1 | 16.467                                                  | 3,6     |      |
| Impegno Civico – Centro Democratico | Federica Perelli                | 124.957 | 27,1 | 1.818                                                   | 0,4     |      |
|                                     | Fabio Giovanni Carmelo Albanese | 46.791  | 10,2 | Azione – Italia Viva                                    | 46.791  | 10,2 |
|                                     | Bruno Marton                    | 35.741  | 7,8  | Movimento 5 Stelle                                      | 35.741  | 7,8  |
|                                     | Fabio Meroni                    | 8.729   | 1,9  | Italexit per l’Italia                                   | 8.729   | 1,9  |
|                                     | Martino Pirozzi                 | 4.519   | 1,0  | Italia Sovrana e Popolare                               | 4.519   | 1,0  |
|                                     | Anita Giuriato                  | 4.432   | 1,0  | Unione Popolare                                         | 4.432   | 1,0  |
|                                     | Caterina Pagliari               | 3.385   | 0,7  | Vita                                                    | 3.385   | 0,7  |
|                                     | Maria Vivolo                    | 480     | 0,1  | Noi di Centro – Europeisti                              | 480     | 0,1  |
| Gesamt                              | Gesamt                          | 460.558 | 100  |                                                         | 460.558 | 100  |
|                                     |                                 |         |      |                                                         |         |      |
| Ungültige Stimmen                   | Ungültige Stimmen               | 17.057  | 3,6  |                                                         |         |      |
| Wähler                              | Wähler                          | 477.615 | 71,0 |                                                         |         |      |
| Wahlberechtigte                     | Wahlberechtigte                 | 672.260 |      |                                                         |         |      |
|                                     |                                 |         |      |                                                         |         |      |
| Quelle: Innenministerium            |                                 |         |      |                                                         |         |      |

#### Nachwahl 2023
Die Wahl fand am 22. Oktober statt.
| Kandidaten                      | Kandidaten               | Parteien                                               | Stimmen | %    |
| ------------------------------- | ------------------------ | ------------------------------------------------------ | ------- | ---- |
|                                 | Adriano Gallianigewählt  | Fratelli d’Italia – Forza Italia – Noi Moderati – Lega | 67.801  | 51,5 |
|                                 | Marco Cappato            | Con Cappato (Mitte-links)                              | 52.079  | 39,5 |
|                                 | Cateno De Luca           | Sud chiama Nord                                        | 2.313   | 1,8  |
|                                 | Giovanna Capelli         | Unione Popolare                                        | 2.278   | 1,7  |
|                                 | Domenico Di Modugno      | Partito Comunista Italiano                             | 2.172   | 1,6  |
|                                 | Daniele Giovanardi       | Democrazia Sovrana Popolare                            | 1.884   | 1,4  |
|                                 | Lillo Massimiliano Musso | Forza del Popolo                                       | 1.661   | 1,3  |
|                                 | Andrea Brenna            | Democrazia e Sussidiarietà                             | 1.566   | 1,2  |
| Gesamt                          | Gesamt                   | Gesamt                                                 | 131.754 | 100  |
|                                 |                          |                                                        |         |      |
| Ungültige Stimmen               | Ungültige Stimmen        | Ungültige Stimmen                                      | 3.409   | 2,5  |
| Wähler                          | Wähler                   | Wähler                                                 | 135.163 | 19,3 |
| Wahlberechtigte                 | Wahlberechtigte          | Wahlberechtigte                                        | 702.008 |      |
|                                 |                          |                                                        |         |      |
| Quelle: Senato della Repubblica |                          |                                                        |         |      |